# Coupe de l'UFOA 1988
Navigation
Édition précédente Édition suivante
La Coupe de l'UFOA 1988 est la douzième édition de la Coupe de l'UFOA, qui est disputée par les meilleurs clubs d'Afrique de l'Ouest non qualifiés pour la Coupe des clubs champions africains ou la Coupe d'Afrique des vainqueurs de coupe.
Toutes les rencontres sont disputées en matchs aller et retour. Cette compétition voit le sacre du club de l'ASFAG Conakry de Guinée qui bat les Nigérians de New Nigeria Bank FC en finale.

## Premier tour
- Matchs disputés les 5 et 19 juin 1988.

| Équipe 1                | Résultat | Équipe 2                       | Aller | Retour |
| ----------------------- | -------- | ------------------------------ | ----- | ------ |
| (T) Cornerstones FC     | 2 - 0    | Mighty Barrolle                | 2 - 0 | 0 - 0  |
| abandon Entente II Lomé | 0 - 1    | Okwahu United                  | 0 - 1 | -      |
| Imraguens Nouadhibou    | 2e - 2   | AS Real Bamako                 | 1 - 0 | 1 - 2  |
| ASFAG Conakry           | 4 - 1    | ASC Linguère                   | 4 - 1 | 0 - 0  |
| ASEC Abidjan            | -        | Asses FC forfait               | -     | -      |
| Regent Olympics         | -        | Représentant de Gambie forfait | -     | -      |
| New Nigeria Bank FC     | -        | exempt                         | -     | -      |

## Quarts de finale
- Matchs disputés les 3 et 17 juillet 1988.

| Équipe 1            | Résultat      | Équipe 2            | Aller | Retour |
| ------------------- | ------------- | ------------------- | ----- | ------ |
| Regent Olympics     | 1 - 2         | AS Real Bamako      | 0 - 0 | 1 - 2  |
| ASFAG Conakry       | 2 - 1         | Cornerstones FC (T) | 2 - 0 | 0 - 1  |
| New Nigeria Bank FC | 2 - 2 4-3 tab | ASEC Abidjan        | 1 - 1 | 1 - 1  |
| Okwahu United       | -             | exempt              | -     | -      |

## Demi-finales
- Matchs disputés les 14 et 28 août 1988.

| Équipe 1       | Résultat | Équipe 2            | Aller | Retour |
| -------------- | -------- | ------------------- | ----- | ------ |
| AS Real Bamako | 2 - 4    | New Nigeria Bank FC | 1 - 1 | 1 - 3  |
| ASFAG Conakry  | 2 - 1    | Okwahu United       | 2 - 1 | 0 - 0  |

## Finale
- Matchs disputés les 12 et 26 novembre 1988.

| Équipe 1            | Résultat | Équipe 2      | Aller | Retour |
| ------------------- | -------- | ------------- | ----- | ------ |
| New Nigeria Bank FC | 2 - 2e   | ASFAG Conakry | 2 - 1 | 0 - 1  |